# نيت ديفيس (لاعب كرة قدم أمريكية)
نيت ديفيس (بالإنجليزية: Nate Davis)‏ هو لاعب كرة قدم أمريكية أمريكي، ولد في 23 سبتمبر 1996 في آشبورن في الولايات المتحدة.

## وصلات خارجية
- نيت ديفيس على موقع مرجع كرة القدم المحترفة.كوم (الإنجليزية)